# 安哈特的多蘿西亞·瑪麗亞
安哈特的多蘿西亞·瑪麗亞（德語：Dorothea Maria von Anhalt，1574年7月2日—1617年7月18日），薩克森-威瑪公爵夫人，安哈特親王約阿希姆·恩斯特的女兒。

## 家庭
1593年，多蘿西亞·瑪麗亞和日後的薩克森-威瑪公爵約翰二世結婚，兩人共有七個兒子：
1. 約翰·恩斯特（1594年—1626年）
2. 腓特烈（英语：Duke Frederick of Saxe-Weimar）（1596年—1622年）
3. 威廉（1598年—1662年）
4. 阿爾布雷希特（1599年—1644年）
5. 約翰·腓特烈（英语：John Frederick, Duke of Saxe-Weimar）（1600年—1628年）
6. 恩斯特（1601年—1675年）
7. 伯納德（1604年—1639年）